# 여허
여허(만주어: ᠶᡝᡥᡝ Yehe, 한국 한자: 葉赫 엽혁)는 해서여진의 훌룬 구룬의 세력 중 하나로 현대 지린성 쓰핑 시의 관하와 청하로 불리는 여허강(葉赫河) 일대에 근거지를 두었다. 훌룬(忽剌, 만주어:  Hūlun) 연맹은 울라(烏拉, 만주어: ᡠᠯᠠ Ula ), 호이파(輝發, 만주어: ᡥᠣᡳᡶᠠ Hoifa), 하다(哈達, 만주어: ᡥᠠᡩᠠ Hada), 여허(葉赫, 만주어: ᠶᡝᡥᡝ Yehe)로 구성되어 있다.

## 역사
여허의 시조인 싱건 다르한(만주어: ᠰᡳᠩᡤᡝᠨ
ᡩᠠᡵᡥᠠᠨ Tumet Singgen Darhan)은 본래 투메드인이었으나 훌룬 구룬의 장(만주어: ᠵᠠᠩ Jang)의 나라 씨족을 정복하여 그 지역에 정착한 후 자신의 성씨를 투메드에서 나라로 바꾸었으며, 이후 여허강 유역으로 이주하면서 여허라고 일컫게 됐다. 싱건 다르한 사후 여허의 수장은 아들인 시르커 밍가투(만주어: ᠴᡳᡵᡤᠠᠨᡳ Sirke Minggatu)가 계승했고, 시르거 밍가투의 사후에는 그의 아들 치르가니(만주어: ᠴᡳᡵᡤᠠᠨᡳ Cirgani)가 계승했다. 치르가니는 1484년에 명나라로부터 탑로목등위야인여직도지휘(塔魯木等衛野人女直都指揮)로 임명되었다. 명 초기에 탑로목위의 수장이었던 타엽(打葉)의 후손을 싱건 다르한의 후손이 대체한 것이다. 그러나 치르가니는 16세기 초 명으로의 입공을 교란하여 차단했다는 이유로 명군에게 참살당했다.
치르가니의 사후 그의 아들 추쿵거(만주어: ᠴᡠᡴᡠᠩᡤᡝ Cukungge)가 수장의 지위를 계승했고, 부친의 뜻을 이어 다른 여진 추장인 가합(加哈)과 연합하여 명나라의 변경을 자주 교란했다. 1513년, 추쿵거는 명 조정의 회유를 받고, 부친의 지위를 인습하여 답로목위지휘첨사(榙魯木衛指揮僉事)가 되었다. 1524년에는 그의 지위가 탑로목위여직도독(塔魯木衛女直都督)으로 승격되었다. 그러나 추쿵거는 1551년 무렵 하다의 왕주 와일란에게 피살당하였고, 여허는 하다에게 모든 칙서를 강탈당했다.
추쿵거의 사후 그의 아들 타이추(만주어: ᡨᠠᡳᠴᡠ Taicu)가 수장을 계승했고, 타이추 이후 그의 장남 타탄주(만주어: ᡨᠠᡳᡨᠠᠨᠵᡠ Tatanju)가 추쿵거를 죽이고 칙서를 강탈한 하다를 공격했으나 실패했다. 타탄주의 사후 그의 차남과 3남인 칭기야누(만주어: ᠴᡳᠩᡤᡳᠶᠠᠨᡠ Cinggiyanu)와 양기누(만주어: ᠶᠠᠩᡤᡳᠨᡠ Yangginu) 제부를 정복하여, 각각의 성에 거주하니, 하다인들이 신속하였고, 형제가 마침내 모두 버일러를 자칭했다.
명 요동총병관(遼東總兵官) 이성량(李成梁)은 여허에게 칙서를 하사할 것을 허락하였고, 이에 1583년 1월 전후 칭기야누와 양기누는 통시를 하기 위해 진북관에 이르렀는데, 이때 개원의 관왕묘(關王廟)에서 양측이 충돌하여 두 버일러와 그 아들들인 올손패라(兀孫孛羅)와 합아합마(哈兒哈麻) 등이 모두 죽었다.
칭갸누의 아들 부자이(만주어: ᠪᡠᠵᠠᡳ Bujai)와 양기누의 아들 나림불루(만주어: ᠨᠠᡵᡳᠮᠪᡠᠯᡠ Narimbulu)는 각각 부친의 지위를 계승했다. 이후 이성량은 거듭 군사를 이끌고 여허 구룬의 두카(만주어: ᡩᡠᡴᠠ Duka)과 니야한(만주어: ᠨᡳᠶᠠᡥᠠᠨ Niyahan)의 두 마을을 공격하여 함락하고, 1588년에도 나림불루의 성을 공격하였는데, 막대한 피해를 입고 회군하였다.
건주여진의 누르하치는 아버지와 할아버지의 원수를 갚는다는 명분으로 13벌의 투구와 갑옷으로써 거벙하고, 수년간의 노력 끝에 부조의 원수 투룬 성주 니칸 와일란의 세력을 제거하였을 뿐만 아니라, 숙수후(만주어: ᠰᡠᡴᠰᡠᡥᡠ Suksuhu)·후너허(만주어: ᡥᡠᠨᡝᡥᡝ Hunehe)·왕야·동오·저천(만주어: ᠵᡝᠴᡝᠨ Jecen) 등을 정복하자, 여허의 국주인 나림불루와 부자이는 1593년 하다의 국주 멍어불루, 울라의 국주 만타이의 동생 부잔타이, 호이파의 국주 바인다리, 코르친 몽골의 옹가대와 망구스 그리고 밍안, 주셔리(만주어: ᡷᡠᡧᡝᡵᡳ Jušeri)의 우두머리 율렁거(만주어: ᠶᡠᠯᡝᠩᡤᡝ Yulengge), 너연(만주어: ᠨᡝᠶᡝᠨ Neyen)의 우두머리 서오원(만주어: ᠰᡝᠣᠸᡝᠨ Seowen) 및 석시(만주어: ᠰᡝᡴᠰᡳ Seksi)와 화친하고 9부 연합군을 결성하여 건주여진을 공격하였으나 누르하치가 강을 따라 난 길이 좁고 험한 구러 산에서 매복하고 여러 장애물을 설치하고 적들을 유인한 탓에 연합군은 크게 패하였고, 그 과정에서 부자이는 낙마한 뒤 건주병 우탄에 의해 전사했다.
부자이의 사후 동여허의 국주는 부양구(만주어: ᠪᡠᠶᠠᠩᡤᡡ Buyanggu)가 계승했다. 그는 1597년에 여동생 몽고 저저를 누르하치에게 시집보냈고, 동여허의 국주 나림불루는 자신의 동생 긴타이시의 딸을 다이샨에게 시집보내어 건주와 혼인동맹을 맺었다. 그러나 나림불루는 몽골 부족을 약탈한 건주의 무하랸을 사로잡아 몽골에 압송했고, 동생 긴타이시의 딸을 내 칼카의 자이사이에게 시집보냈으며, 울라의 부잔타이와 동맹을 맺어 건주와의 동맹을 파기했다.
1603년 후반 몽고 저저가 위독하여 여허에 거주하는 모친을 만나보고자 하였고, 이에 누르하치는 사신을 파견하여 장모를 건주로 오게 하였는데 몽고 저저의 오라버니인 나림불루가 이를 허락하지 않았고, 이후 몽고 저저가 병사했다. 1604년 2월 초, 누르하치는 이 사건을 빌미로  여허를 침공하여 장(만주어: ᠵᠠᠩ Jang) 성과 아키란(만주어: ᠠᡴᡳᡵᠠᠨ Akiran) 성 및 7채의 여허인과 가축 2,000여 필을 노획했다.
동여허의 나림불루는 1609년 병사했고, 그의 지위는 동생 긴타이시가 계승했다. 그와 부양우는 1613년 울라의 멸망으로 인하여 자국으로 망명한 국주 부잔타이를 건주로 송환하라는 누르하치의 요구를 세 차례나 거부했고, 이에 누르하치는 그해 10월 초 대군을 이끌고 여허를 재침공해 여허 구룬의 19개 성 내부를 파괴하고 우수 성(만주어: ᡠᠰᡠ
ᡥᠣᡨᠣᠨ Usu Hoton)의 여허인 300여 호를 사로잡아 회군했다. 이에 긴타이시와 부양우는 명 조정에게 지원을 호소하여 조총병 1,000여 명을 원조받았다.
1619년 사르후 전투에서 여허는 조선과 함께 명군을 원조했으나 명군이 대패하자 회군할 수 밖에 없었다. 그해 9월 누르하치는 요동을 침공한다는 소문을 퍼트린 뒤, 여허로 군사를 출병하여 그곳을 급습했고, 9월 29일, 마침내 동여허가 함락당하여 수장 긴타이시는 밧줄로 목이 졸리는 방식으로 처형당했다. 당일 서여허의 부양우도 항복하였고, 다음날 아침 그도 동일한 방식으로 처형되었다. 부양우의 동생인 부르항우(만주어: ᠪᡠᡵᡥᠠᠩᡤᡡ Burhanggū)를 비롯한  다른 버일러들은 목숨을 구제했고, 누르하치는 여허인들은 노예로 삼거나 가족 단위를 해체하지 않은 채 그 병력을 그대로 팔기에 편입시켰다.
이후 여허의 두 수도와 그 일대의 여허인들은 모두 허투알라 인근으로 사민되어 여허는 무인지대가 되었고, 여허의 두 수도밖에는 쑥들이 높이 자라 있었다. 서북쪽으로는 사막이 펼쳐져 있게 되었다.

## 씨족
여허나라 할라(葉赫那拉氏, 만주어: ᠶᡝᡥᡝ
ᠨᠠᡵᠠ
ᡥᠠᠯᠠ Yehe Nara Hala)는 만주족 나라 할라의 지파로 해서여진 여허의 국성이었다. 그 시조는 16세기 후반 투메드 몽골의 귀족인 싱건 다르한으로, 이후 그의 후손들은 훌룬의 나라 씨족의 부락을 정복한 뒤 자신의 할란(哈拉, Hala)를 투머트(만주어: ᡨᡠᠮᡝᡨ Tumet)에서 나라(만주어: ᠨᠠᡵᠠ Nara)로 고치고, 이후 강명을 연고로 여허(葉赫, 만주어: ᠶᡝᡥᡝ Yehe)라는 무쿤(穆昆, Mukūn)을 더하여 여허나라(葉赫那拉, 만주어: ᠶᡝᡥᡝ
ᠨᠠᡵᠠ Yehe Nara)라 일컬었다.
신해혁명으로 청 제국이 와해되었지만, 공화정이 실현되지 못하고 군벌의 통치가 뒤를 이었으며 민족 차별 정책이 수반되었다. 전국 각지의 주방팔기(駐防八旗)들은 서안·남경·항주·형주 등지에서 무고한 만주족 관병을 살해하는 사건이 도처에서 일어났다. 이에 따라 만주인들은 어쩔 수 없이 한족(漢族)의 성씨로 바꾸는 경우가 적지 않았다. 만주족이 많은 북경에서는 극히 현귀한 집안으로 족속과 성씨를 바꿀 방법이 없는 소수 이외에는, 일반적으로 상당수의 만주인들은 족속과 성씨를 바꾸었으며, 그렇지 않은 경우에는 입에 풀칠하고 살 방도조차 찾을 수도 없을 뿐만 아니라, 이미 가지고 있던 직장이나 일자리도 잃어버릴 수 밖에 없었다. 따라서 중화민국이 건립되자 여허나라씨는 한성(漢姓)인 나(那), 엽(葉), 장(張), 나(羅), 소(蘇)로 가장했다.

## 역대 추장

### 여허
- 싱건 다르한(勝根打喇漢,  Singgen Darhan)
- 시르커 밍가투(石兒刻命剛兔,  Sirke Minggatu)
- 치르가니(奇里哈尼,  Cirgani)
- 추쿵거(出空格,  Cukungge)
- 타이추(太杵,  Taicu)

### 서여허
- 칭기야누(卿家奴,  Cinggiyanu)
- 부자이(布戒,  Bujai)
- 부양구(布羊古,  Buyanggū, ? ~ 1619)

### 동여허
- 양기누(楊機奴,  Yangginu)
- 나림불루(納林卜祿,  Narimbulu)
- 긴타이시(金台石,  Gintaisi)